# Massimo Ceccherini

Firma di Massimo Ceccherini

Massimo Ceccherini (Firenze, 23 maggio 1965) è un attore, regista, comico e sceneggiatore italiano.

## Biografia
Figlio di Franco, un imbianchino, e di Carla, sembrava destinato alla professione paterna, ma forte fu l'attrazione verso il mondo dello spettacolo. Per anni porta avanti la carriera del cabarettista insieme ad Alessandro Paci, con cui forma il duo I Duemendi e fa spettacoli in coppia; in particolare Ceccherini inizia a farsi conoscere dal pubblico televisivo a metà degli anni '90, nel programma cabarettistico di Videomusic (poi TMC 2) Aria fresca, presentato da Carlo Conti.

Massimo Ceccherini in Benvenuti in casa Gori (1990)

Al 1990 invece risale la sua prima parte in un film, Benvenuti in casa Gori del regista Alessandro Benvenuti, col quale l'anno seguente girerà anche la pellicola Zitti e mosca. Nel 1994, al fianco di Paolo Villaggio, recita in Cari fottutissimi amici diretto da Mario Monicelli. Il successo popolare arriva però con la collaborazione con l'amico Leonardo Pieraccioni, partecipando a tutti i suoi film, tranne Il pesce innamorato, Se son rose, Il paradiso all'improvviso e Finalmente la felicità (in questi ultimi due comunque appare in brevi camei).

Massimo Ceccherini assieme a Leonardo Pieraccioni, Barbara Enrichi e Sergio Forconi sul set del film Il ciclone (1996)

È regista e sceneggiatore di tre film: Faccia di Picasso, Lucignolo, La mia vita a stelle e strisce, dei quali è anche protagonista. Un quarto film, La brutta copia, girato e terminato nel 2002, restò impigliato nella brutta situazione finanziaria in cui rimase coinvolto il suo produttore, Vittorio Cecchi Gori, e poté uscire solo 11 anni dopo in versione direct-to-video e sul canale Sky Cinema Comedy. Nel 1998 interpreta la sua personale rivisitazione della favola di Pinocchio con Fermi tutti questo è uno spettacolo, Pinocchio, insieme ad Alessandro Paci e Carlo Monni. Nel 2001 conduce con Raffaella Carrà, Enrico Papi e Megan Gale il Festival di Sanremo. In questa occasione, famoso è il gesto, ai limiti della molestia, che Ceccherini ha compiuto nei riguardi di Megan Gale in diretta. Nel 2005 conduce, per una sola puntata, Striscia la notizia assieme a Pieraccioni.
Nel 2006 partecipa come concorrente alla quarta edizione del reality show L'isola dei famosi, ambientata in Honduras. Durante la puntata del 18 ottobre, arrabbiato per aver visto il concorrente Raffaello Balzo mangiare a causa della sua debolezza fisica, pronuncia una bestemmia in diretta e così viene escluso dalla gara sebbene non fosse inquadrato. Nel 2006/2007 riprende la carriera teatrale, partecipando a vari spettacoli tra i quali la tournée di Quei bravi racazzi con Alessandro Paci. Nel 2008 partecipa al film Un'estate al mare di Carlo Vanzina. Nel 2009 ripropone nuovamente Pinocchio con Paci e Monni.
Dal 30 gennaio 2017 fa nuovamente parte del cast de L'isola dei famosi, giunta alla 12ª edizione, ma dopo 23 giorni decide di ritirarsi dal programma per via di una lite avuta con Raz Degan e Moreno (il quale ha affermato che il modello israeliano avrebbe insultato pesantemente la moglie di Massimo, Elena Labate).
Nel 2023 è co-sceneggiatore nel film Io capitano di Matteo Garrone, candidato al Premio Oscar del 2024 come miglior film straniero. Sempre nel 2024 ritorna a lavorare con Pieraccioni, regista del film Pare parecchio Parigi.

## Vita privata
Sposato con l'operatrice sociosanitaria Elena Labate, vive a Cireglio, frazione montana del comune di Pistoia.

## Filmografia

### Attore

#### Film

Gianmarco Tognazzi, Maria Grazia Cucinotta, Ceccherini e Leonardo Pieraccioni ne I laureati (1995)

Massimo Ceccherini ne Il ciclone (1996)

Massimo Ceccherini, primo piano tratto da Faccia di Picasso (2000)

- Benvenuti in casa Gori, regia di Alessandro Benvenuti (1990)
- Zitti e mosca, regia di Alessandro Benvenuti (1991)
- Amami, regia di Bruno Colella (1992)
- Bonus Malus, regia di Vito Zagarrio (1993)
- S.P.Q.R. - 2000 e ½ anni fa, regia di Carlo Vanzina (1994)
- Cari fottutissimi amici, regia di Mario Monicelli (1994)
- I laureati, regia di Leonardo Pieraccioni (1995)
- Il grande Fausto, regia di Alberto Sironi – miniserie TV (1995)
- Ritorno a casa Gori, regia di Alessandro Benvenuti (1996)
- Albergo Roma, regia di Ugo Chiti (1996)
- Il ciclone, regia di Leonardo Pieraccioni (1996)
- Cinque giorni di tempesta, regia di Francesco Calogero (1997)
- Fuochi d'artificio, regia di Leonardo Pieraccioni (1997)
- Viola bacia tutti, regia di Giovanni Veronesi (1998)
- Lucignolo, regia di Massimo Ceccherini (1999)
- Faccia di Picasso, regia di Massimo Ceccherini (2000)
- A ruota libera, regia di Vincenzo Salemme (2000)
- Il principe e il pirata, regia di Leonardo Pieraccioni (2001)
- Il paradiso all'improvviso, regia di Leonardo Pieraccioni (2003)
- La mia vita a stelle e strisce, regia di Massimo Ceccherini (2003)
- Tutti all'attacco, regia di Lorenzo Vignolo (2005)
- Ti amo in tutte le lingue del mondo, regia Leonardo Pieraccioni (2005)
- N (Io e Napoleone), regia di Paolo Virzì (2006)
- Fave - Quelli di Pinocchio, regia di Massimo Ceccherini (2006)
- 2061 - Un anno eccezionale, regia di Carlo Vanzina (2007)
- Una moglie bellissima, regia di Leonardo Pieraccioni (2007)
- Un dottore quasi perfetto, regia di Raffaele Mertes – film TV (2007)
- Un'estate al mare, regia di Carlo Vanzina (2008)
- Cenci in Cina, regia di Marco Limberti (2009)
- Io & Marilyn, regia di Leonardo Pieraccioni (2009)
- A Natale mi sposo, regia di Paolo Costella (2010)
- Una cella in due, regia di Nicola Barnaba (2011)
- Amici miei - Come tutto ebbe inizio, regia di Neri Parenti (2011)
- Matrimonio a Parigi, regia di Claudio Risi (2011)
- Napoletans, regia di Luigi Russo (2011)
- Finalmente la felicità, regia di Leonardo Pieraccioni (2011)
- Operazione vacanze, regia di Claudio Fragasso (2012)
- Una vita da sogno, regia di Domenico Costanzo (2013)
- Regalo a sorpresa, regia di Fabrizio Casini (2013)
- Un fantastico via vai, regia di Leonardo Pieraccioni (2013)
- La mia mamma suona il rock, regia di Massimo Ceccherini (2013)
- La brutta copia, regia di Massimo Ceccherini (2013)
- Il racconto dei racconti - Tale of Tales, regia di Matteo Garrone (2015)
- Il professor Cenerentolo, regia di Leonardo Pieraccioni (2015)
- La coppia dei campioni, regia di Giulio Base (2016)
- Ciao Brother, regia di Nicola Barnaba (2016)
- Non ci resta che ridere, regia di Alessandro Paci (2019)
- Pinocchio, regia di Matteo Garrone (2019)
- Il sesso degli angeli, regia di Leonardo Pieraccioni (2022)
- Tutti a bordo, regia di Luca Miniero (2022)
- Il colibrì, regia di Francesca Archibugi (2022)
- Roma, santa e dannata, regia di Daniele Ciprì – documentario (2023)
- Pare parecchio Parigi, regia di Leonardo Pieraccioni (2024)
- L'orto americano, regia di Pupi Avati (2024)
- A Capodanno tutti da me, regia di Toni Fornari e Andrea Maia - film TV (2025)

#### Videoclip
- Volevo essere un duro di Lucio Corsi, regia di Tommaso Ottomano (2025)

### Regista e sceneggiatore
- Lucignolo (1999)
- Faccia di Picasso (2000)
- La mia vita a stelle e strisce (2003)
- Fave - Quelli di Pinocchio (2006)
- La mia mamma suona il rock (2013)
- La brutta copia (2013)

### Solo sceneggiatore
- Pinocchio, regia di Matteo Garrone (2019)
- Io capitano, regia di Matteo Garrone (2023)

## Teatro
- Fermi tutti questo è uno spettacolo (1998)
- Quei bravi racazzi (2006-2007)
- Pinocchio (2009)
- Gli arrokkettati (2013)

## Programmi televisivi
- Vernice fresca (Teleregione Toscana, 1993-1995)
- Aria fresca (Teleregione Toscana, Videomusic, Telemontecarlo, 1995-1996)
- Festival di Sanremo (Rai 1, 2001) - Co-conduttore
- Striscia la notizia (Canale 5, 2005)
- L'isola dei famosi 4 (Rai 2, 2006) - Concorrente
- L'isola dei famosi 12 (Canale 5, 2017) - Concorrente

## Riconoscimenti
- David di Donatello
  - 1997 – Candidatura al migliore attore non protagonista per Il ciclone
  - 1998 – Candidatura al migliore attore non protagonista per Fuochi d'artificio
  - 2020 – Candidatura alla migliore sceneggiatura non originale per Pinocchio
  - 2024 – Candidatura alla migliore sceneggiatura originale per Io capitano

- Nastro d'argento
  - 1997 – Candidatura al miglior attore non protagonista per Il ciclone
  - 1998 – Candidatura al miglior attore non protagonista per Fuochi d'artificio